# ロッコーのモダンライフ
『ロッコーのモダンライフ』（英名 Rocko's Modern Life）は、1993年9月から1996年11月までアメリカで放映されたテレビアニメ。
日本では、ニコロデオンが開局した1998年から放送された。
2019年にはNetflixにて新作アニメ『ロッコーのモダンライフ 〜ハイテクな21世紀〜』が配信された。
本作の吹き替え版はほとんどのキャラクターを俳協の声優が担当した、所謂ユニット作品であったと出演者の山岸功は語っている。

## 登場キャラクター
なお、吹き替え声優はテレビシリーズの物とする。
ロッコー (Rocko)
声:カルロス・アラズラキ/吹き替え:遠近孝一
オーストラリア生まれのワラビーで、コミック店で働いている。ただし日本語版のセリフ中ではカンガルーと表現され、名前もロッコと呼ばれている。
スパンキー (Spunky)
声:カルロス・アラズラキ/吹き替え:原語版流用
ロッコーの飼い犬。
ヘッファー・ウルフ (Heffer Wolfe)
声:トム・ケニー/吹き替え:羽柴秀矢
ロッコーの親友であるウシ。家族は全員オオカミ。
食いしん坊で、チャッピーチキンが好き。
フィルバート・タートル (Filburt Turtle)
声:ダグ・ローレンス/吹き替え:福田寛之
眼鏡をかけたロッコーの親友のカメ。
エド・ビッグヘッド (Ed Bighead)
声:チャーリー・アドラー/吹き替え:加藤精三→松本大
ロッコーの家の隣に住むカエル。コングロモ社に勤務している。ロッコーとの仲は悪い。
ベブ・ビッグヘッド (Bev Bighead)
声:チャーリー・アドラー/吹き替え:？
エドの妻。ロッコーとの仲は良好。
ラルフ・ビッグヘッド (Rachel Bighead/Ralph Bighead)
声:ジョー・マレー/吹き替え:山崎優
ビッグヘッド夫妻の息子。当初は、父親のエドが働いているコングロモ社に就職予定だったが、それを断った。
ハリウッドで、テレビアニメ『ファットヘッド』を制作。
ハチソン先生 (Dr. Paula Hutchinson)
フィルバートの彼女であり、後に彼とは結婚する。回によって様々な職についている。
ハチソン先生の母親はネコで、父親がカメである。

## 他作品への影響
本作に各話演出→2代目総監督として参加したステファン・ヒレンバーグは、後に『スポンジ・ボブ』を手掛けた。主人公スポンジ・ボブ役の声優であるトム・ケニーは本作にてヘッファー役を演じており、この時の声がスポンジ・ボブの声の元になっている。